# Syn (powieść)
Syn (norw.  Sønnen) – powieść kryminalna norweskiego pisarza Jo Nesbø, opublikowana w 2014 r. Pierwsze polskie wydanie ukazało się w tym samym roku nakładem Wydawnictwa Dolnośląskiego, w tłumaczeniu Iwony Zimnickiej.